# جفری کوپر
پروفسور جفری کوپر (به انگلیسی: Geoffrey M.Cooper) عضو و رئیس دپارتمان زیست‌شناسی دانشگاه بستون در ایالات متحده آمریکا و نویسنده کتاب معروف THE CELL نیز است.
مدرک پی اچ دی وی از دانشگاه میامی در سال ۱۹۷۳ صادر شده و علایق او بیشتر در زمینه سرطان‌ها و سیگنال آبشار انتقال دستور از سطح سلول به هسته سلولی است. پیشتر زمینه فعالیتی او مرتبط با رشد سلولی نیز بوده‌است.
از همکاران معروف پروفسور کوپر می‌توان به پروفسور جوزف سبرنی کاندیدای جایزه نوبل و رئیس دپارتمان زیست شناسی دانشگاه پچ مجارستان نام برد که به همراه ایشان از در زمینه سلول‌های سرطانی تحقیقات وسیعی را در سال‌های ۲۰۰۷ و ۲۰۰۸ به ثبت رساندند.

## پیوندها
وبگاه در دانشگاه بوستون ایالات متحده